# 齿叶橐吾
齿叶橐吾（学名：Ligularia dentata）是菊科橐吾属的植物。分布于日本以及中国大陆的陕西、甘肃、湖南、贵州、安徽、广西、湖北、山西、江西、河南、云南等地，生长于海拔650米至3,200米的地区，多生于林缘、水边、山坡及林中，目前尚未由人工引种栽培。